# Nastri d'argento - Grandi Serie 2024
La 4ª edizione dei Nastri d'argento - Grandi Serie si è tenuta il 1º giugno 2024 presso il Teatro di corte di Palazzo Reale di Napoli. Le candidature sono state annunciate il 9 maggio 2024.

## Premi e candidature
I vincitori sono indicati in grassetto, a seguire gli altri candidati.

### Miglior serie TV - Crime
- Il re, regia di Giuseppe Gagliardi
- I bastardi di Pizzofalcone, regia di Monica Vullo e Riccardo Mosca
- Il clandestino, un investigatore a Milano, regia di Rolando Ravello
- Il metodo Fenoglio - L'estate fredda, regia di Alessandro Casale
- Monterossi - La serie, regia di Roan Johnson

### Miglior serie TV - Drama
- I leoni di Sicilia, regia di Paolo Genovese
- A casa tutti bene - La serie, regia di Gabriele Muccino
- La lunga notte - La caduta del Duce, regia di Giacomo Campiotti
- Supersex, regia di Matteo Rovere, Francesco Carrozzini, Francesca Mazzoleni
- Un'estate fa, regia di Davide Marengo e Marta Savina

### Miglior serie TV - Dramedy
- Un professore 2, regia di Alessandro Casale
- Antonia (serie televisiva), regia di Chiara Malta
- Doc - Nelle tue mani, regia di  Jan Maria Michelini, Nicola Abbatangelo, Matteo Oleotto
- Studio Battaglia, regia di Simone Spada
- Un amore, regia di Francesco Lagi

### Miglior serie TV - Commedia
- Call My Agent - Italia, regia di Luca Ribuoli
- Gigolò per caso, regia di Eros Puglielli
- Non ci resta che il crimine - La serie, regia di Massimiliano Bruno e Alessio Maria Federici
- Questo mondo non mi renderà cattivo, regia di Zerocalcare
- Vita da Carlo, regia di Carlo Verdone e Valerio Vestoso

### Miglior film TV
- Napoli milionaria regia di Luca Miniero
- Margherita delle stelle, regia di Giulio Base
- Raul Gardini, regia di Francesco Miccichè

### Miglior attrice protagonista
- Isabella Ragonese - Il re
- Claudia Pandolfi -  Un'estate fa, Un professore
- Micaela Ramazzotti - Un amore

### Miglior attore protagonista
- Michele Riondino - I leoni di Sicilia
- Stefano Accorsi -  Un amore
- Alessio Boni -  Il metodo Fenoglio - L'estate fredda, La lunga notte - La caduta del Duce
- Edoardo Leo -  Il Clandestino – Un investigatore a Milano
- Luca Zingaretti -  Il re

### Miglior attore non protagonista
- Giovanni Ludeno - Le indagini di Lolita Lobosco
- Giorgio Marchesi -  Studio Battaglia, Vanina - Un vicequestore a Catania
- Vincenzo Nemolato - Supersex
- Pierpaolo Spollon - Blanca, Doc - Nelle tue mani
- Thomas Trabacchi - Studio Battaglia, Un professore

### Miglior attrice non protagonista
- Linda Caridi - Supersex
- Michela Cescon - Blanca
- Ludovica Martino - Vita da Carlo
- Ottavia Piccolo - Un amore
- Carla Signoris - Monterossi - La serie

## Premi Speciali
I vincitori sono indicati in grassetto.

### Serie TV dell'anno
- La Storia, regia di Francesca Archibugi

### Nastro della legalità - Serie
- Il clandestino, regia di Rolando Ravello

### Nastro d'argento Speciale - Protagonisti dell'anno
- Sabrina Ferilli - Gloria
- Alessandro Borghi - Supersex
- Adriano Giannini - Supersex
- Gabriele Muccino - Call my Agent - Italia 2 e Vita da Carlo 2

### Nastro d'argento Speciale
- Marco Pontecorvo - Per Elisa - Il caso Claps
- Gianmarco Saurino - Per Elisa - Il caso Claps

### Nastro d'argento SIAE per la sceneggiatura
- Elisa Casseri - Antonia
- Carlotta Corradi - Antonia
- Chiara Martegiani - Antonia

### Premio "Rivelazione dell'anno"
- Letizia Toni - Sei nell'anima
- Leo Gassmann - Califano

### Premio Guglielmo Biraghi
- Giacomo Giorgio

### Premio Nuovo IMAIE
- Giusy Buscemi - Vanina - Un vicequestore a Catania

### Premio Fondazione Nobis - Serie
- I fantastici 5, regia di Alexis Sweet e Laszlo barbo

### Premio Wella Professionals per l'immagine
- Giusy Buscemi

### Premio Italo
- Giacomo Giorgio